# شوقية وعيال عيالها (مسلسل)
تدور حول عائلة «شوقيه» التي تسيطر على الثروة ومن ثم يسعى كل من حولها لقتالها للحصول 
على تلك الثروة وأضاف صالح أن المسلسل يقدم معني آخر بطريقة غير مباشرة، حيث أن «شوقيه» ترمز 
إلى مصر، وأولادها يرمزون للأحزاب السياسية المتضاربة للحصول على المصالح الشخصية، بعيداً عن 
المصلحة العامة للبلاد، ليجسد العمل مدى التناحر بين الأطياف المختلفة للحصول على المكسب الأكبر ولكن في إطار كوميدي
بطولة:
سعيد صالح - رجاء الجداوي - جيهان قمري